# Break-In
Break-in è un film del 2006 diretto da Michael Nankin.

## Distribuzione
- Uscita negli USA: 13 agosto 2006